# Quỹ Nghiên cứu UFO
Quỹ Nghiên cứu UFO (tiếng Anh: Fund for UFO Research, viết tắt FUFOR) là một nhóm nghiên cứu UFO có trụ sở tại Alexandria, Virginia nước Mỹ. Nhóm chính thức được thành lập vào năm 1979 với mục tiêu tiến hành những nghiên cứu học thuật về UFO và giả thuyết ngoài Trái Đất (ETH), đồng thời đảm bảo việc phát hành nguồn tài liệu tuyệt mật về UFO mà chính phủ Mỹ luôn phủ nhận sự tồn tại của chúng trước con mắt nghi ngờ của dư luận. Kể từ năm 2011, Quỹ Nghiên cứu UFO đã không có bất kỳ sự hiện diện tích cực nào trên mạng Internet hoặc báo in.
Theo tài liệu quảng bá của nhóm này thì kể từ khi thành lập vào năm 1979 cho đến năm 2006, FUFOR đã cung cấp hơn 700.000 đô la tài trợ nghiên cứu và hỗ trợ nhiều cuộc điều tra liên quan đến UFO, bao gồm cả những điều tra về bí mật đằng sau hồ sơ MJ-12 và Dự án Blue Book của Không quân Mỹ.

## Giám đốc FUFOR
- 1979–1992: Bruce Maccabee
- 1992–1998: Richard H. Hall
- 1998–2011: Don Berliner